# Красная гостиница
Красная гостиница (фр. L'Auberge rouge) — рассказ Оноре де Бальзака, опубликованный в мае 1831 года и включённый им в Философские этюды Человеческой комедии.

## Сюжет
История рассказывается от первого лица неназванным рассказчиком. Он посещает званый ужин в Париже. Немецкого гостя по имени Герман просят рассказать историю.
Война второй коалиции, 20 октября 1799 год. Два молодых французских врача из Бове прибывают в Андернах, чтобы служить в расквартированном там французском полку. Они договариваются переночевать в «Красной таверне», получившей своё название из-за красного цвета. Туда же приезжает переночевать немецкий фабрикант Вальхенфер. Гостиница переполнена, и единственное место, для ночлега оказалось в столовой. За ужином Валхенфер признается двум молодым врачам, что носит сумку, полную золота и бриллиантов на сумму в 100 тыс. франков. Германн помнит, что одного из французских врачей зовут Проспер Маньян, но не может вспомнить имя другого.
Той ночью Маньян думает об убийстве Валхенфера и побеге с ценностями, которые потратит на обустройство своей жизни и помощь матери. Он достает нож из своей хирургической сумки, но потом выходит из гостиницы с целью взвесить все за и против. За время прогулки он решает не идти на преступление, возвращается в гостиницу и ложится спать. Проснувшись ранним утром, он обнаруживает, что Валхенфер обезглавлен хирургическим ножом. Маньян теряет сознание и падает в лужу крови. Когда он снова просыпается, его арестовывают французские солдаты. Друг Маньяна и ценности Валхенфера пропали без вести, однако, поскольку врач весь в крови и орудием преступления был его собственный нож, солдаты считают его убийцей. Его выход из гостиницы также не остался в тайне, и его подозревают в сокрытии сокровищ убитого.
Маньяна отправляют в городскую тюрьму, где он встречает арестованного за попытку поднять восстание против французов Германа. Маньян рассказывает ему о случившемся и о том, что он невиновен. Однако на военном трибунале он признан виновным и казнен.
Пока Германн рассказывает эту историю, рассказчик замечает, что сделавший себе состояние на поставках армии провианта богатый человек Фредерик Тайфер очень взволнован. Он подозревает, что этот человек и был неназванным врачом, особенно когда Германн запоздало вспоминает, что другого доктора звали Фредерик. Рассказчик спрашивает Тайфера о его месте рождения, которым оказывается Бове. После этого гость пытается избежать общения с рассказчиком. Тем временем рассказчик влюбился в девушку, которую видел на вечере, которая оказывается дочерью Тайфера Викториной.
После мероприятия рассказчик продолжает ухаживать за Викториной и иногда также видит её отца. Затем он оказывается перед дилеммой и устраивает званый обед, на который он приглашает 17 своих друзей, чтобы спросить их: должен ли он жениться на Викторине, хотя считает её уже умершего отца убийцей. Объяснив суть истории, они проводят тайное голосование, которое оканчивается 9 голосами «за» и 8 «против». Однако рассказчик подозревает, что большинство голосов обеспечили те его друзья, которые сами хотят жениться на Викторине. История заканчивается тем, что один из гостей постарше говорит рассказчику: Дурак! Зачем было спрашивать, не уроженец ли он города Бове?.

## Создание
Сюжет был вдохновлён рассказом бывшего снабженца армии, чей друг был несправедливо осуждён и казнён.

## Экранизации
В 1976 году вышел фильм-спектакль «Красная гостиница». Режиссёры — Лидия Пискарева и Галина Самойлова, автор сценария — Нина Фомина. Роли исполнили: Андрей Попов (от автора), Всеволод Якут (Герман), Светлана Мизери (Дама)